# Emil Młynarski

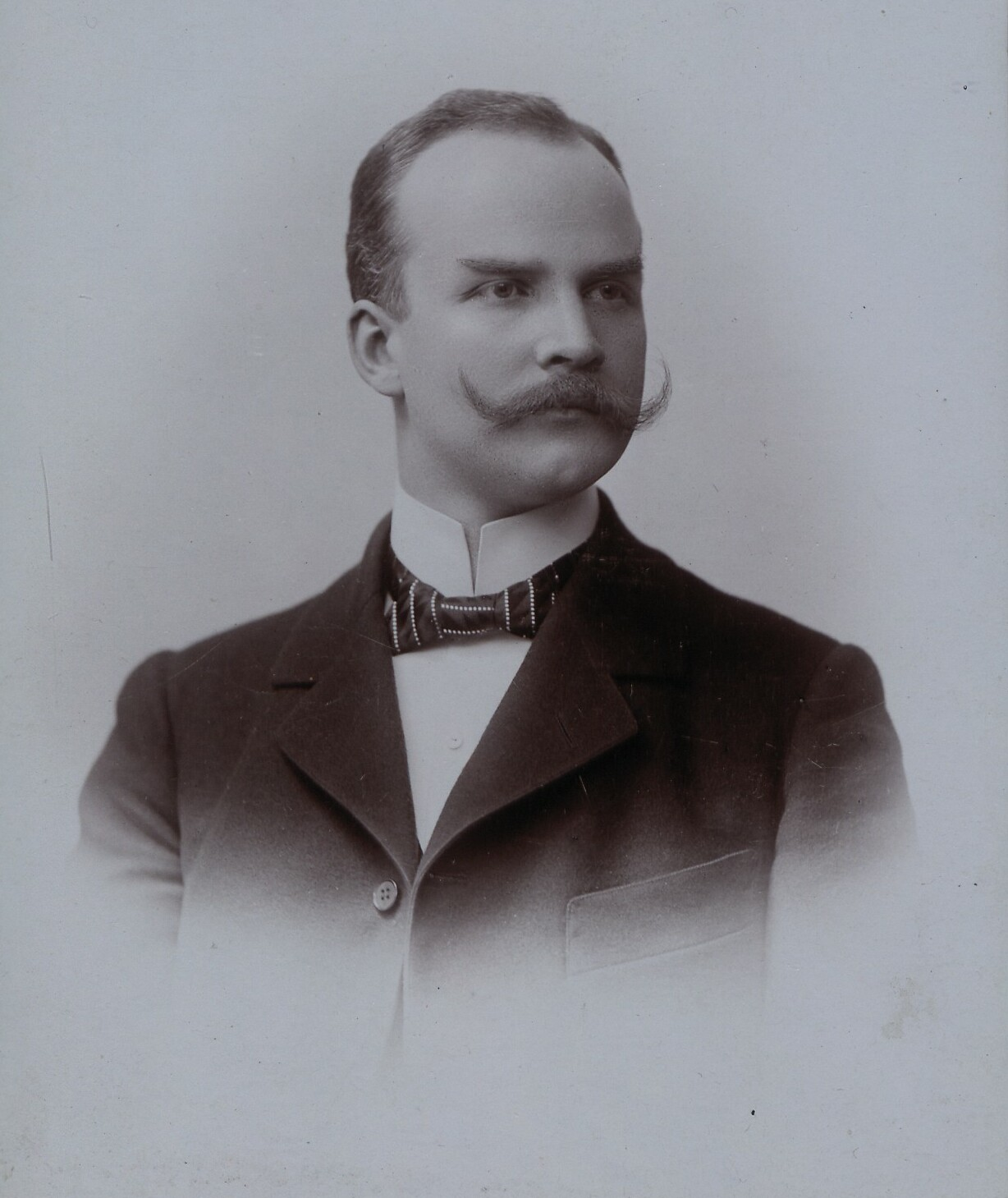
Emil Młynarski

Emil Szymon Młynarski (* 18. Juli 1870 in Kybartai (heute zu Litauen); † 5. April 1935 in Warschau) war ein polnischer Dirigent, Geiger, Musikpädagoge und Komponist.

## Leben und Werk
Emil Młynarski studierte ab dem Alter von zehn Jahren am Sankt Petersburger Konservatorium Violine bei Leopold Auer, Komposition bei Anatoli Ljadow und Instrumentation bei Nikolai Rimski-Korssakow. Nach dem Studienabschluss 1889 konzertierte er als Violinsolist in verschiedenen europäischen Städten. 1894 bis 1897 unterrichtete er an der Musikschule der Kaiserlichen Musikgesellschaft in Odessa. 1898 kehrte er nach Polen zurück, dirigierte am Warschauer Teatr Wielki und rief die ersten Sinfoniekonzerte des Opernorchesters ins Leben. 1901 leitete er das erste Konzert der neueröffneten Warschauer Philharmonie. Von 1904 bis 1907 und von 1919 bis 1922 wirkte er als Direktor des Warschauer Konservatoriums. Zu seinen Schülern zählten unter anderem Pjotr Stoljarski, Paul Kletzki, Kazimierz Wiłkomirski, Feliks Rybicki, Zbigniew Dymmek und Faustyn Kulczycki.
Młynarski fungierte außerdem von 1919 bis 1929 als Direktor der Warschauer Oper, wo er unter anderem die Uraufführungen der Opern Hagith und König Roger von Karol Szymanowski verantwortete. Als Dirigent arbeitete Młynarski auch mit verschiedenen Orchestern und Institutionen außerhalb Polens, so 1910 bis 1916 mit dem Scottish Orchestra, 1914 bis 1917 am Bolschoi-Theater in Moskau und von 1929 bis 1931 am Curtis Institute of Music in Philadelphia. Gesundheitliche Gründe veranlassten Młynarski 1931 zur Rückkehr nach Polen, wo er neben anderen das Polnische Radiosinfonieorchester dirigierte und 1932/33 erneut als Direktor der Warschauer Oper wirkte.
Als Komponist schuf Emil Młynarski unter anderem 2 Violinkonzerte (d-Moll op. 11, 1897; D-Dur op. 16, 1914–17), eine Sinfonie (F-Dur op. 14, 1910, Polonia) sowie Kammermusik.